# Deadpool (videogioco)
Deadpool è un videogioco del 2013 basato sulle avventure dell'omonimo personaggio della Marvel Comics. Realizzato da Activision e High Moon Studios, noti per i loro videogiochi sui Transformers, è la prima trasposizione videoludica in assoluto che abbia come protagonista Deadpool. La sceneggiatura è stata scritta da Daniel Way (che già in precedenza scrisse su Deadpool), in collaborazione con gli High Moon Studios. Il gioco è un misto di vari generi, tra i quali azione, avventura e hack 'n slash in terza persona.

## Trama
Il gioco inizia con Deadpool seduto su una poltrona che riceve una telefonata dal produttore di High Moon Studios, Peter Della Penna, che lo informa che la sua richiesta di fare un videogioco su di lui non è stata accettata, salvo poi ritrattare il tutto dopo che il mercenario fa esplodere gli uffici della High Moon. Successivamente Deadpool riceve il pacco con il copione che decide di "personalizzare". Tutto ciò è possibile grazie alla capacità di Deadpool di infrangere la quarta parete. Successivamente fanno la loro comparsa altri personaggi della Marvel tra cui Cable, con il quale Deadpool ha condiviso una testata conclusasi nel 2006, Wolverine, che possiede un fattore rigenerante simile a quello del mercenario, e le mutanti Rogue, Domino e Psylocke. L'antagonista principale è Sinistro, avversario degli X-Men. L'obiettivo di Deadpool in questo gioco è quello di sventare i piani di conquista del mondo di Sinistro sconfiggendo uno dopo l'altro tutti i suoi scagnozzi, mercenari armati e mutanti. Altri antagonisti presenti nel gioco sono Arclight, Blockbuster e Vertigo.
Fa una sua apparizione anche la Morte.

## Modalità di gioco
Deadpool è un action adventure in terza persona. Deadpool converserà con il giocatore in base ai progressi perseguiti nel gioco. Durante i combattimenti il costume di Deadpool verrà danneggiato in base ai danni ricevuti. Per ristabilire la salute è necessario allontanarsi dal campo di battaglia in modo da far agire il fattore di guarigione: quando Deadpool avrà ricevuto una certa quota di danni farà cenno al giocatore di riposarsi e ricominciare l'avventura più tardi.

## Sviluppo
Deadpool è stato annunciato al San Diego Comic-Con 2012. Durante l'evento venne mostrato un teaser trailer nel quale Deadpool si rivolge direttamente allo spettatore, intimandolo a prenotare il gioco. Poco dopo l'annuncio, un articolo è stato presentato sul sito ufficiale della Marvel, confermando lo sviluppo del gioco. L'articolo è stato scritto dal punto di vista di Deadpool, che scrive dell'assunzione degli High Moon Studios per creare un videogioco su di lui. Successivamente è stato mostrato un altro trailer promozionale che mostra il nuovo gameplay del gioco, all'interno del quale sono presenti degli esperti ingaggiati da High Moon Studios che vengono assassinati dal mercenario, che modifica il trailer secondo i propri gusti.

## Accoglienza
Il gioco è stato criticato a causa della grafica poco curata (soprattutto per quanto riguarda gli ambienti esterni) e un tempo di gioco troppo breve, di circa sei ore. Il gameplay di Deadpool è stato inoltre giudicato ripetitivo. Lodi sono state invece ricevute per l'humor del gioco dovuto al carisma del personaggio. Il gioco è stato vietato ai minori di diciotto anni per le numerose scene violente e sessualmente esplicite.

## Bonus ottenibili
Prenotando una versione del gioco presso un GameStop è inoltre possibile ottenere dei contenuti extra, tra cui due nuovi costumi per Deadpool (Uncanny X-Force e D-Pooly) e la modalità infinita, nella quale Deadpool dovrà combattere contro gli avversari fino a quando non verrà sconfitto.

## Problemi di licenza
Qualche mese dopo l'uscita di Deadpool il gioco è stato rimosso senza preavviso dai negozi fisici e digitali, si pensa che il motivo sia stato qualche problema di licenza tra l'Activision e la Marvel. 
Nel 2015 Deadpool tornò in commercio nei negozi fisici che digitali e uscì anche per PlayStation 4 e Xbox One.
Nel 2017 l'Activision perse i diritti su tutti i giochi dei personaggi Marvel e perciò Deadpool è stato rimosso nuovamente da tutti i negozi fisici e digitali.